# Paul Galdone
Paul Galdone (n. 1907, Budapesta, Austro-Ungaria – d. 7 noiembrie 1986, Nyack, New York, S.U.A.) a fost un ilustrator și scriitor american de literatură pentru copii.

## Biografie
Născut în 1907 la Budapesta, Paul Galdone a emigrat în Statele Unite ale Americii în 1921, la vârsta de 14 ani. A urmat studii de artă la Art Student's League și la New York School for Industrial Design. În perioada celui de-Al Doilea Război Mondial a fost mobilizat în Armata Americană.
În decursul îndelungatei sale cariere, Paul Galdone a ilustrat zeci de cărți ale unor autori diverși, precum și propriile sale adaptări ale poveștilor tradiționale sau folclorice. El a ilustrat aproape toate cărțile Evei Titus, printre care și seria Basil of Baker Street, care a fost adaptată pentru un film de animație de către studioul Disney, The Great Mouse Detective (1986). Galdone și Titus au fost nominalizați pentru obținerea Medaliei Caldecott pentru cărțile Anatole (1957) și Anatole and the Cat (1958). Titlurile au fost ulterior denumite cărțile Caldecott Honor în 1971.
Paul Galdone a murit la Nyack, în statul New York, în urma unui atac de cord. În 1996, i s-a decernat postum Premiul Kerlan pentru contribuția sa la literatura pentru copii. Repovestirea de către el a poveștilor clasice precum The Little Red Hen sau Three Billy Goats Gruff a devenit celebră.

## Opere
| An   | Titlu                                                  | Contribuție          | Observații                                                                     |
| ---- | ------------------------------------------------------ | -------------------- | ------------------------------------------------------------------------------ |
| 1952 | Space Cat                                              | ilustrare            | scrisă de Ruthven Todd                                                         |
| 1956 | Anatole                                                | ilustrare            | scrisă de Eve Titus                                                            |
| 1957 | Anatole and the Cat                                    | ilustrare            | scrisă de Eve Titus                                                            |
| 1958 | Basil of Baker Street                                  | ilustrare            | scrisă de Eve Titus                                                            |
| 1963 | The Blind Men and the Elephant                         | ilustrare            | scrisă de John Godfrey Saxe, după povestirea indiană Blind men and an elephant |
| 1963 | Paul Revere's Ride                                     | ilustrare            | textul din poemul Paul Revere's Ride al lui Henry Wadsworth Longfellow         |
| 1968 | Henny Penny                                            | ilustrare & adaptare | după fabula Henny Penny                                                        |
| 1969 | The Monkey and the Crocodile: A Jataka Tale from India | scriere & ilustrare  | după una dintre povestirile Jataka                                             |
| 1971 | Three Aesop Fox Fables                                 | ilustrare & adaptare | după fabulele lui Esop                                                         |
| 1973 | The Little Red Hen                                     | ilustrare & adaptare | după povestea folclorică The Little Red Hen                                    |
| 1973 | Three Billy Goats Gruff                                | ilustrare & adaptare | după povestea norvegiană Three Billy Goats Gruff                               |
| 1976 | Puss in Boots                                          | ilustrare & adaptare | după povestea franceză Motanul încălțat a lui Charles Perrault                 |
| 1979 | The Gingerbread Boy                                    | ilustrare & adaptare | după povestea americană The Gingerbread Boy                                    |
| 1983 | The Greedy Old Fat Man                                 | scriere & ilustrare  |                                                                                |